# Don Alden Adams
Don Alden Adams (Oak Park, 16 gennaio 1925 – 30 dicembre 2019) è stato un predicatore statunitense.

## Biografia
È stato il settimo presidente (2000-2014) della Watch Tower Bible and Tract Society, l'ente giuridico usato dal Corpo direttivo dei Testimoni di Geova per la stampa delle pubblicazioni ed altre esigenze non legate all'attività dottrinale ma di natura pratica.
Dal 2014 gli è succeduto alla carica Robert Ciranko. Non ha mai fatto parte del Corpo Direttivo dei Testimoni di Geova. Don Adams è deceduto il 30 dicembre 2019 all'età di 94 anni.